# Thomas Glavinic
Thomas Glavinic [ˈglavinitʃ] (ur. 2 kwietnia 1972 roku w Grazu) – pisarz austriacki. Wraz z Danielem Kehlmannem i Kathrin Röggla zaliczany do tych pisarzy młodego pokolenia, którzy mają wyraźny wpływ na dyskurs literacki w Austrii.
Zadebiutował w 1998 roku powieścią Carl Haffners Liebe zum Unentschieden opowiadającą o życiu szachisty Carla Schlechtera.

## Powieści
- Carl Haffners Liebe zum Unentschieden, wyd. Volk und Welt, Berlin 1998, ISBN 3-353-01111-0
- Herr Susi, wyd. Volk und Welt, Berlin 2000, ISBN 3-353-01152-8
- Der Kameramörder, wyd. Volk und Welt, Berlin 2001, ISBN 3-353-01191-9
- Wie man leben soll, wyd. dtv, Monachium 2004, ISBN 3-423-24392-9
- Die Arbeit der Nacht, wyd. Hanser, Monachium 2006, ISBN 3-446-20762-7 (pol. Za sprawą nocy, PIW 2008)
- Das bin doch ich, wyd. Hanser, Monachium 2007, ISBN 978-3-446-20912-1

Jego powieści tłumaczone były na angielski, francuski, holenderski.

## Nagrody, wyróżnienia, stypendia
- 1995 – Stypendium miasta Wiednia dla pisarzy
- 2001 – Stypendium austriackiego Urzędu Kanclerskiego (Projektstipendium des Österreichischen Bundeskanzleramts)
- 2002 – Stypendium miasta Wiednia im. Eliasa Canettiego
- 2002 – Austriackie państwowe stypendium literackie (Österreichisches Staatsstipendium für Literatur)
- 2002 – Nagroda im. Friedricha Glausera, za powieść kryminalną Der Kameramörder
- 2006 – Wielka Austriacka Nagroda Państwowa za Literaturę, nagroda specjalna (Förderungspreis zum Großen Österreichischen Staatspreis für Literatur)
- 2007 – Finalista niemieckiej nagrody literackiej (Deutscher Buchpreis), za powieść Das bin doch ich

## Filmografia (autor materiałów do scenariusza)
- 2010: Wie Man Leben Soll
- 2010: Morderca z kamerą[2]